# Felnac
Felnac é uma comuna romena localizada no distrito de Arad, na região histórica da Transilvânia. A comuna possui uma área de 51.20 km² e sua população era de 3016 habitantes segundo o censo de 2007.